# Michał Gulczyński
Michał Jerzy Gulczyński (ur. 26 czerwca 1992) – polski socjolog i brydżysta, Mistrz Międzynarodowy (PZBS).

## Życiorys
Absolwent VII Liceum Ogólnokształcącego w Poznaniu. Ukończył ekonomię międzynarodową (2015) i iberystykę (2015) w ramach Międzywydziałowych Indywidualnych Studiów Humanistycznych na Uniwersytecie Warszawskim oraz studia wschodnioeuropejskie ze specjalizacją gospodarczą na Wolnym Uniwersytecie Berlińskim. Następnie studiował w Kolegium Europejskim w Natolinie. Od 2016 członek Collegium Invisibile. Od 2023 członek zarządu Stowarzyszenia na rzecz Chłopców i Mężczyzn. W 2024 obronił doktorat z socjologii politycznej na Uniwersytecie Bocconiego w Mediolanie.
Syn prawnika Andrzeja Gulczyńskiego.

## Wyniki brydżowe

### Zawody światowe
W światowych zawodach zdobył następujące lokaty:
| Mistrzostwa Świata. Konkurencja teamów | Mistrzostwa Świata. Konkurencja teamów | Mistrzostwa Świata. Konkurencja teamów     | Mistrzostwa Świata. Konkurencja teamów | Mistrzostwa Świata. Konkurencja teamów | Mistrzostwa Świata. Konkurencja teamów |
| Rok                                    | Miejsce                                | Zawody                                     | Kategoria                              | Drużyna                                | Pozycja                                |
| -------------------------------------- | -------------------------------------- | ------------------------------------------ | -------------------------------------- | -------------------------------------- | -------------------------------------- |
| 2012                                   | Taicang                                | 14. Drużynowe Mistrzostwa Świata Młodzieży | Młodzież szkolna                       | Poland                                 | 1                                      |
| 2011                                   | Opatija                                | 2. Światowy Kongres Młodzieży              | Juniorzy BAM                           | Poland                                 | 13                                     |
| 2011                                   | Opatija                                | 2. Światowy Kongres Młodzieży              | Juniorzy                               | Poland                                 | 16                                     |

| Mistrzostwa Świata. Konkurencja par | Mistrzostwa Świata. Konkurencja par | Mistrzostwa Świata. Konkurencja par | Mistrzostwa Świata. Konkurencja par | Mistrzostwa Świata. Konkurencja par | Mistrzostwa Świata. Konkurencja par |
| Rok                                 | Miejsce                             | Zawody                              | Kategoria                           | Partner                             | Pozycja                             |
| ----------------------------------- | ----------------------------------- | ----------------------------------- | ----------------------------------- | ----------------------------------- | ----------------------------------- |
| 2011                                | Opatija                             | 2 Światowy Kongres Młodzieży        | Juniorzy                            | Wojciech Kaźmierczak                | 5                                   |

### Zawody europejskie
W europejskich zawodach zdobył następujące lokaty:
| Zawody europejskie. Konkurencja par | Zawody europejskie. Konkurencja par | Zawody europejskie. Konkurencja par    | Zawody europejskie. Konkurencja par | Zawody europejskie. Konkurencja par | Zawody europejskie. Konkurencja par |
| Rok                                 | Miejsce                             | Zawody                                 | Kategoria                           | Partner                             | Pozycja                             |
| ----------------------------------- | ----------------------------------- | -------------------------------------- | ----------------------------------- | ----------------------------------- | ----------------------------------- |
| 2012                                | Vejle                               | 11. Młodzieżowe Mistrzostwa Europy Par | Młodzież Szkolna                    | Roman Kowalewski                    | 4                                   |
| 2012                                | Vejle                               | 11. Młodzieżowe Mistrzostwa Europy Par | Miksty Młodzieżowe                  | Anna Morgiel                        | 36                                  |
| 2010                                | Opatija                             | 10. Młodzieżowe Mistrzostwa Europy Par | Młodzież Szkolna                    | Mateusz Andrzejewski                | 4                                   |
| 2008                                | Wrocław                             | 9. Młodzieżowe Mistrzostwa Europy Par  | Młodzież Szkolna                    | Jan Pędziński                       | 16                                  |